# Bruno Simões
Bruno Simões (Lisboa, 17 de setembro de 1971 — Lisboa, 12 de outubro de 2012) foi um ator português. Ficou conhecido pela interpretação de papéis cómicos na ficção televisiva portuguesa, com destaque para a sua participação na série juvenil Morangos com Açúcar, no papel de Jorge.

## Biografia
Bruno Simões nasceu em Lisboa, a 17 de setembro de 1971. A sua carreira artística iniciou-se no teatro, quando tinha 20 anos, em 1991. Já em 1995 começou a trabalhar na televisão, interpretando vários papéis na série de humor Os Malucos do Riso.
Morreu a 12 de outubro de 2012, com 41 anos, vítima de ataque cardíaco.

## Carreira

### Televisão
| Ano       | Título                    | Papel                            | Nota                    |
| --------- | ------------------------- | -------------------------------- | ----------------------- |
| 1995      | Os Malucos do Riso        | Vários papéis                    |                         |
| 2001      | Ganância                  |                                  |                         |
| 2003      | O Teu Olhar               | Cajó Garcia                      |                         |
| 2004      | Morangos com Açúcar       | Afonso                           |                         |
| 2004/5    | Inspector Max             | Vários papéis                    |                         |
| 2005      | Os Malucos nas Arábias    | Vários papéis                    |                         |
| 2005      | Malucos na Praia          | Vários papéis                    |                         |
| 2005      | Malucos e Filhos          | Vários papéis                    |                         |
| 2006      | Floribella                | Gaston                           |                         |
| 2006      | O Bando dos Quatro        | Realizador assistente            |                         |
| 2006      | Dei-te Quase Tudo         | Ladrão                           |                         |
| 2007      | Vingança                  | Paulo Cebrian                    |                         |
| 2008      | Malucos no Hospital       | Vários papéis                    |                         |
| 2008      | Aqui não Há Quem Viva     | Voluntário para cuidar de idosos | Participação especial   |
| 2008      | Podia Acabar o Mundo      | Edmundo Pereirinha               |                         |
| 2009      | Novos Malucos do Riso     | Vários papéis                    |                         |
| 2009/2011 | Morangos com Açúcar       | Jorge                            |                         |
| 2011      | Liberdade 21              | Maluco                           |                         |
| 2012      | E Depois do Adeus         | Motorista do autocarro           | Participação especial   |
| 2012      | Noiva Precisa-se          | Alberto                          | Telefilme               |
| 2012      | Síndroma de Estocolmo     |                                  | Telefilme               |
| 2012      | As Viagens do Sr. Ulisses | Zarolho                          | Telefilme               |
| 2012      | Com um Pouco de Fé        | Bentinho                         | Morreu antes da estreia |
| 2013      | Hotel Cinco Estrelas      | Orlando                          | Morreu antes da estreia |

### Cinema
| Ano  | Título                        | Papel       | Nota           |
| ---- | ----------------------------- | ----------- | -------------- |
| 2010 | Imortal                       | Porteiro    | Curta-metragem |
| 2010 | Assalto ao Santa Maria        | Júlio       |                |
| 2011 | Né?                           | Bruno Simon | Curta-metragem |
| 2012 | Ernesto e Pickle              | Ernesto     | Curta-metragem |
| 2012 | Morangos com Açúcar - O Filme | Jorge       |                |

### Teatro
- 2002 - "A Escolha de Tomé" de Eduardo Alves com, produção de Cassefaz
- 2005 - "A Viagem de Tomé" de Eduardo Alves com Manuel Sá Pessoa, produção de Cassefaz
- 2007 - "O Tomé em Grande" de Eduardo Alves com Manuel Sá Pessoa e Sandra Barata Belo, produção de Cassefaz